# Cafezal do Sul
Cafezal do Sul é um município do estado do Paraná, no Brasil. Sua população, segundo o censo de 2010 do Instituto Brasileiro de Geografia e Estatística, é de 4.290 habitantes.

## História
Cafezal do Sul recebeu status de município pela lei estadual nº 9345 de 20 de julho de 1990, com território desmembrado de Iporã.

## Geografia

### Distritos
- Guaiporã
- Jangada

## Infraestrutura

### Rodovias
O acesso principal se dá pela PR-323. A rodovia estende-se por 210 kms entre as cidades de Maringá e Guaíra, passando pelos municípios de Paiçandu, Cianorte, Cruzeiro do Oeste, Umuarama, e Guaíra. É dada especial atenção para a PR-323, por estar se tornando em uma verdadeira "rodovia da morte", possui pavimento asfáltico em pista simples e com movimento de veículos intenso, pesquisa realizada em 2008 por uma organização independente, mostra que o movimento diário ultrapassa 30 mil veículos, em decorrência do movimento inúmeros acidentes são registrados inclusive com mortes, sendo necessário com urgência a sua duplicação.
- PR-323 Cafezal do Sul / Guaíra e Cafezal do Sul / Maringá
- PR-485 Cafezal do Sul / Pérola

## Administração
- Prefeito: Mario Junio Kazuo da Silva (2017/2020)
- Vice-prefeito: Minoru
- Presidente da câmara: Eliton Alex Da SIlva